# Big Creek Township (comté de Taney, Missouri)
Big Creek Township est un township, situé dans le comté de Taney, dans le Missouri, aux États-Unis,.